# Prova Records
Prova Records is een onafhankelijk Belgisch platenlabel waarop jazz uitkomt. Het is gevestigd in Brussel
Artiesten wier muziek op het label verscheen zijn Kristen Cornwell, aNoo, Mimi Verderame, Brussels Jazz Orchestra, Nicolas Kummert, Groove Thing, Mike Roelofs, Andy Middleton, Buscemi, Stefan Bracaval, Carlo Nardozza, Rony Verbiest, Alano Gruarin en Michel Bisceglia.